# Елементи-індикатори
Елеме́нти-індика́тори (рос.элементы-индикаторы, англ. indicator elements; нім. Indikatorelemente n pl) — мікроелементи, розподіл яких в тих або інших типах природних утворень може бути використаний як ознака для пошуків родовищ.
При геохімічних пошуках рудних родовищ як елементи-індикатори використовують:
- метали (головні компоненти руд) та інші елементи, які концентруються спільно з ними в рудну стадію (прямі елементи-індикатори);
- елементи-супутники, які фіксуються у рудному тілі і вмісних породах в до- або пострудну стадію (непрямі елементи-індикатори).

Часто використовуваними досить універсальними елементи-індикатори служать As, Ag, Cu, Zn, Pb, Sn, Мо, W, Sb, Li, Be.
Детальний аналіз розподілу елементів-індикаторів, їх співвідношень дозволяє не тільки виявити ділянки, перспективні на виявлення оруденіння, але і зробити попередню оцінку прогнозних запасів корисних копалин, оцінити рівень ерозійного зрізу рудного тіла.